# Pentium Dual-Core
O Pentium Dual Core foi o modelo intermediário de microprocessador da empresa de hardware Intel, que funcionou entre 2006 e 2009.

## Definição
Os micro-processadores Pentium Dual Core conhecidos atualmente possuem o núcleo baseado na arquitetura Core 2 Duo fabricada pela Intel. A Intel achou necessário "reviver" a marca Pentium novamente. Um modelo de processador, que de 2002 a 2006 foi fabricado, possuia a mesma nomenclatura, sendo o Pentium D, com núcleo duplo, mas diferenciando-se dos atuais por utilizar a arquitetura Netburst, demasiadamente lenta se comparada com a atual, a Core 2. A maior diferença é a dissipação térmica, ou aquecimento, que na Netburst, a mais primitiva das duas, iam a altos 135 watts, fato que se deve ao processo de fabricação dos processadores, de 150 nanômetros a 90 nanômetros, destacando-se os Core 2 são, fabricados em 65 e 45 nanômetros, sendo este último valor pertencente ao núcleo Wolfdale, e possui cache L2 de 2MB, 800 MHz de FSB e diferencia-se do topo de linha dos Pentium-D que possuiam até 4MB de cache, mas o mesmo barramento FSB (freqüência).  (Para mais informações consulte ambas seções que possuem um maior detalhamento sobre a arquitetura eletrônica dos chips de processador: Netburst ou Core 2).
Em sua essência os Pentium Dual Core eram apenas processadores que saiam de fábrica como meros Pentium tradicionais, conforme já foi citado, os Pentium D, que eram dois núcleos também. A necessidade foi vista pela Intel em 2006 para jogar novamente o nome do Pentium no mercado, lançando os processadores que incluiam no mínimo uma freqüência mínima de 1.6 GHz, introduzindo em junho de 2006 o primeiro modelo da marca, o Pentium Dual Core E2140. Ao empregar então o núcleo duplo, diversas revisões foram feitas em relação aos antigos Pentium D Dual Core, introduzindo-se novos comandos para os processadores e incluindo um aparente ganho de performance em relação a geração anterior, não sendo "tão bom quanto um Athlon 64 FX, e nem ao menos os Core 2 Duo, devido ao cache L2 capado a 1MB em relação aos 2MB mínimos (na época os processadores Core 2 Duo com núcleo Conroe, lançados também em 2006)". Os Dual core possuiam um FSB, ou Front Side Bus, de 533 MHz a 800 MHz efetivos, diferenciando-se dos Core 2 Duo que vão de 800 MHz à até mesmo 1333 MHz efetivos, que não são os modelos de entrada da Intel.
Após algum tempo os Dual Core passaram a ser fabricados sobre a nomenclatura E2xxx, o que representa que a arquitetura Netburst dos antigos Pentium 4 empregadas, o que chamamos então de sobra-de-estoque, não mais foram empregadas na fabricação dos Dual Core (os Pentium Dual Core) e passaram a se chamar Pentium Dual Core E21xx, sendo o modelo de entrada o E2140 com freqüência de 1.6 GHz em ambos os núcleos e uma capacidade de cache-L2 de apenas 1MB que utiliza o mesmo núcleo que o Celeron mais barato da categoria Intel, só que com a diferença de que possui dois núcleos, o Dual Core, ao invés de apenas um.

## Modelos

### Para computadores de mesa
| Modelo | Freqüência | Núcleo   | Cache L2 | Barramento | Multiplicador | Voltagem      | TDP  | Soquete | Processo de fabricação |
| ------ | ---------- | -------- | -------- | ---------- | ------------- | ------------- | ---- | ------- | ---------------------- |
| E2140  | 1.6 GHz    | Conroe   | 1 MB     | 800 MHz    | 8x            | 1.162–1.312 V | 65 W | LGA 775 | 65 nm                  |
| E2160  | 1.8 GHz    | Conroe   | 1 MB     | 800 MHz    | 9x            | 1.162–1.312 V | 65 W | LGA 775 | 65 nm                  |
| E2180  | 2.0 GHz    | Conroe   | 1 MB     | 800 MHz    | 10x           | 0.85–1.50 V   | 65 W | LGA 775 | 65 nm                  |
| E2200  | 2.2 GHz    | Conroe   | 1 MB     | 800 MHz    | 11x           | 0.85–1.50 V   | 65 W | LGA 775 | 65 nm                  |
| E2210  | 2.2 GHz    | Wolfdale | 1 MB     | 800 MHz    | 11x           | 0.85–1.3625 V | 65 W | LGA 775 | 45 nm                  |
| E2220  | 2.4 GHz    | Conroe   | 1 MB     | 800 MHz    | 12x           | 0.85–1.50 V   | 65 W | LGA 775 | 65 nm                  |
| E5200  | 2.5 GHz    | Wolfdale | 2 MB     | 800 MHz    | 12.5x         | 0.85–1.3625 V | 65 W | LGA 775 | 45 nm                  |
| E5300  | 2.6 GHz    | Wolfdale | 2 MB     | 800 MHz    | 13x           | 0.85–1.3625 V | 65 W | LGA 775 | 45 nm                  |
| E5400  | 2.7 GHz    | Wolfdale | 2 MB     | 800 MHz    | 13.5x         | 0.85–1.3625 V | 65 W | LGA 775 | 45 nm                  |
| E5500  | 2.8 GHz    | Wolfdale | 2 MB     | 800 MHz    | 14x           | 0.85–1.3625 V | 65 W | LGA 775 | 45 nm                  |
| E5700  | 3.0 GHz    | Wolfdale | 2 MB     | 800 MHz    | 15x           | 0.85–1.3625 V | 65 W | LGA 775 | 45 nm                  |
| E5800  | 3.2 GHz    | Wolfdale | 2 MB     | 800 MHz    | 16x           | 0.85–1.3625 V | 65 W | LGA 775 | 45 nm                  |
| E6300  | 2.8 GHz    | Wolfdale | 2 MB     | 1066 MHz   | 10.5x         | 0.85–1.3625 V | 65 W | LGA 775 | 45 nm                  |
| E6500  | 2.93 GHz   | Wolfdale | 2 MB     | 1066 MHz   | 11x           | 0.85–1.3625 V | 65 W | LGA 775 | 45 nm                  |
| E6500K | 2.93 GHz   | Wolfdale | 2 MB     | 1066 MHz   | 11x           | 0.85–1.3625 V | 65 W | LGA 775 | 45 nm                  |
| E6600  | 3.07 GHz   | Wolfdale | 2 MB     | 1066 MHz   | 11.5x         | 0.85–1.3625 V | 65 W | LGA 775 | 45 nm                  |
| E6700  | 3.2 GHz    | Wolfdale | 2 MB     | 1066 MHz   | 12x           | 0.85–1.3625 V | 65 W | LGA 775 | 45 nm                  |
| E6800  | 3.33 GHz   | Wolfdale | 2 MB     | 1066 MHz   | 12.5x         | 0.85–1.3625 V | 65 W | LGA 775 | 45 nm                  |

### Para computadores portáteis
| Modelo | Freqüência | Núcleo | Cache L2 | Barramento | Multiplicador | TDP  |
| ------ | ---------- | ------ | -------- | ---------- | ------------- | ---- |
| T2060  | 1.6 GHz    | Merom  | 1 MB     | 533 MHz    | 12x           | 31 W |
| T2080  | 1.7 GHz    | Merom  | 1 MB     | 533 MHz    | 13x           | 31 W |
| T2130  | 1.8 GHz    | Merom  | 1 MB     | 533 MHz    | 14x           | 31 W |
| T2310  | 1.4 GHz    | Merom  | 1 MB     | 533 MHz    | 11x           | 35 W |
| T2330  | 1.6 GHz    | Merom  | 1 MB     | 533 MHz    | 12x           | 35 W |
| T2370  | 1.7 GHz    | Merom  | 1 MB     | 533 MHz    | 13x           | 35 W |
| T3200  | 2.0 GHz    | Merom  | 1 MB     | 533 MHz    | 6x            | 35 W |
| T4500  | 2.3 GHz    | Merom  | 1 MB     | 533 MHz    | 6x            | 35 W |